# Randia costata
Randia costata là một loài thực vật có hoa trong họ Thiến thảo. Loài này được Borhidi miêu tả khoa học đầu tiên năm 1981.